# 1986-os MotoGP-világbajnokság
Az 1986-os MotoGP-világbajnokság volt a gyorsaságimotoros-világbajnokság 38. szezonja.

## Összefoglaló
A királykategóriában Eddie Lawson második világbajnoki címét szerezte. Mivel \1985-ben Freddie Spencer nyert, úgy nézett ki, ez az év is az ő sikerét hozhatja. Azonban egy súlyos betegség tönkretette szezonját, csak két futamon tudott indulni, egyiken sem ért célba. Később, bár visszatért, nem tudott többé futamot nyerni.
A negyedlitereseknél a venezuelai Carlos Lavado diadalmaskodott. Ez neki is második világbajnoki címe volt. A második helyet Sito Pons szerezte meg.
A 125 köbcentiméteres géposztályban a Garelli két versenyzője, Fausto Gresini és Luca Cadalora harcoltak a világbajnoki címért. Mindketten négy-négy győzelmet szereztek, a vb-címet Cadalora szerezte meg.
A 125 és a 80 köbcentiméteresek a Hockenheimringen egy plusz versenyt futottak, amely a baden-württembergi nagydíj névre hallgatott.

## Versenyek
| #  | Verseny                    | Helyszín       | 80 cm³ győztes     | 125 cm³ győztes    | 250 cm³ győztes  | 500 cm³ győztes | Összefoglaló |
| -- | -------------------------- | -------------- | ------------------ | ------------------ | ---------------- | --------------- | ------------ |
| 1  | spanyol nagydíj            | Jarama         | Jorge Martínez     | Fausto Gresini     | Carlos Lavado    | Wayne Gardner   | Összefoglaló |
| 2  | nemzetek nagydíja          | Monza          | Stefan Dörflinger  | Fausto Gresini     | Anton Mang       | Eddie Lawson    | Összefoglaló |
| 3  | német nagydíj              | Nürburgring    | Manuel Herreros    | Luca Cadalora      | Carlos Lavado    | Eddie Lawson    | Összefoglaló |
| 4  | osztrák nagydíj            | Salzburgring   | Jorge Martínez     | Luca Cadalora      | Carlos Lavado    | Eddie Lawson    | Összefoglaló |
| 5  | jugoszláv nagydíj          | Rijeka         | Jorge Martínez     |                    | Sito Pons        | Eddie Lawson    | Összefoglaló |
| 6  | Holland TT                 | Assen          | Jorge Martínez     | Luca Cadalora      | Carlos Lavado    | Wayne Gardner   | Összefoglaló |
| 7  | belga nagydíj              | Spa            |                    | Domenico Brigaglia | Sito Pons        | Randy Mamola    | Összefoglaló |
| 8  | francia nagydíj            | Le Mans        |                    | Luca Cadalora      | Carlos Lavado    | Eddie Lawson    | Összefoglaló |
| 9  | brit nagydíj               | Silverstone    | Ian McConnachie    | August Auinger     | Dominique Sarron | Wayne Gardner   | Összefoglaló |
| 10 | svéd nagydíj               | Anderstorp     |                    | Fausto Gresini     | Carlos Lavado    | Eddie Lawson    | Összefoglaló |
| 11 | San Marinó-i nagydíj       | Misano         | Pier Paolo Bianchi | August Auinger     | Taira Tadahiko   | Eddie Lawson    | Összefoglaló |
| 12 | baden-württembergi nagydíj | Hockenheimring | Gerhard Waibel     | Fausto Gresini     |                  |                 | Összefoglaló |

## Végeredmény

### 500 cm³
| #  | Versenyző            | Rajtszám | Motor            | Pont | Győzelmek | Pole | L.kör |
| -- | -------------------- | -------- | ---------------- | ---- | --------- | ---- | ----- |
| 1  | Eddie Lawson         | 2        | Marlboro-Yamaha  | 139  | 7         | 7    | 6     |
| 2  | Wayne Gardner        | 4        | Rothmans-Honda   | 117  | 3         | 2    | 3     |
| 3  | Randy Mamola         | 6        | Kool-Yamaha      | 105  | 1         | 1    | 1     |
| 4  | Mike Baldwin         | 11       | Kool-Yamaha      | 78   |           |      | 1     |
| 5  | Rob McElnea          | 47       | Marlboro-Yamaha  | 60   |           |      |       |
| 6  | Christian Sarron     | 3        | Gauloises-Yamaha | 58   |           |      |       |
| 7  | Didier de Radiguès   | 8        | Rollstar-Honda   | 42   |           |      |       |
| 8  | Raymond Roche        | 7        | Katayama-Honda   | 35   |           |      |       |
| 9  | Ron Haslam           | 5        | Elf-Honda        | 18   |           |      |       |
| 10 | Pier-Francesco Chili | 46       | HB-Suzuki        | 18   |           |      |       |

### 250 cm³
| #  | Versenyző           | Rajtszám | Ország             | Motor     | Pont | Győzelmek |
| -- | ------------------- | -------- | ------------------ | --------- | ---- | --------- |
| 1  | Carlos Lavado       |          | Venezuela          | Yamaha    | 114  | 6         |
| 2  | Sito Pons           |          | Spanyolország      | Honda     | 108  | 2         |
| 3  | Dominique Sarron    |          | Franciaország      | Yamaha    | 72   | 1         |
| 4  | Anton Mang          | 5        | NSZK               | Honda     | 65   | 1         |
| 5  | Jean-François Baldé |          | Franciaország      | Honda     | 63   |           |
| 6  | Martin Wimmer       | 4        | NSZK               | Yamaha    | 56   |           |
| 7  | Jacques Cornu       | 10       | Svájc              | Honda     | 32   |           |
| 8  | Fausto Ricci        | 5        | Olaszország        | Honda     | 30   |           |
| 9  | Taira Tadahiko      |          | Japán              | Yamaha    | 28   | 1         |
| 10 | Donnie McLeod       |          | Egyesült Királyság | Armstrong | 27   |           |

### 125 cm³
| #  | Versenyző          | Rajtszám | Ország      | Motor   | Pont | Győzelmek |
| -- | ------------------ | -------- | ----------- | ------- | ---- | --------- |
| 1  | Luca Cadalora      |          | Olaszország | Garelli | 122  | 4         |
| 2  | Fausto Gresini     | 1        | Olaszország | Garelli | 114  | 4         |
| 3  | Domenico Brigaglia | 6        | Olaszország | MBA     | 80   | 1         |
| 4  | August Auinger     | 3        | Ausztria    | Bartol  | 60   | 2         |
| 5  | Ezio Gianola       | 4        | Olaszország | MBA     | 57   |           |
| 6  | Bruno Kneubühler   | 5        | Svájc       | LCR     | 54   |           |
| 7  | Lucio Pietroniro   |          | Belgium     | MBA     | 37   |           |
| 8  | Pier Paolo Bianchi | 2        | Olaszország | Seel    | 34   |           |
| 9  | Johnny Wickström   |          | Finnország  | Tunturi | 33   |           |
| 10 | Willy Perez        |          | Argentína   | Zanella | 26   |           |

### 80 cm³
| #  | Versenyző          | Rajtszám | Ország             | Motor   | Pont | Győzelmek |
| -- | ------------------ | -------- | ------------------ | ------- | ---- | --------- |
| 1  | Jorge Martínez     | 2        | Spanyolország      | Derbi   | 94   | 4         |
| 2  | Manuel Herreros    | 4        | Spanyolország      | Derbi   | 85   | 1         |
| 3  | Stefan Dörflinger  | 1        | Svájc              | Krauser | 82   | 1         |
| 4  | Hans Spaan         |          | Hollandia          | Huvo    | 57   |           |
| 5  | Gerhard Waibel     | 5        | NSZK               | Real    | 51   | 1         |
| 6  | Ian McConnachie    | 6        | Egyesült Királyság | Krauser | 50   | 1         |
| 7  | Ángel Nieto        | 9        | Spanyolország      | Derbi   | 45   |           |
| 8  | Pier Paolo Bianchi |          | Olaszország        | Seel    | 44   | 1         |
| 9  | Josef Fischer      |          | Ausztria           | Krauser | 13   |           |
| 10 | Gerd Kafka         |          | Ausztria           | Krauser | 9    |           |

## Fordítás
- Ez a szócikk részben vagy egészben  a(z)   1986 Grand Prix motorcycle racing season című angol Wikipédia-szócikk fordításán alapul.  Az eredeti cikk szerkesztőit annak laptörténete sorolja fel. Ez a jelzés csupán a megfogalmazás eredetét és a szerzői jogokat jelzi, nem szolgál a cikkben szereplő információk forrásmegjelöléseként.